# 小堀雅浩
小堀 雅浩（こぼり まさひろ、1949年- ）は、日本の経営学者・流通マーケティング研究者。特に、ネットスーパーの発展とビジネスシステムを研究する。北海商科大学名誉教授。

## 略歴
北海高等学校卒業。早稲田大学商学部卒業。1982年、早稲田大学大学院商学研究科博士課程修了、1982年、北海学園北見大学商学部専任講師。後に同商学部助教授、教授を経て、勤務校の校名変更にともない2005年に北海商科大学商学部教授。2020年同定年退職。同名誉教授。

## 主要論文
- 『北海道卸売業の地域特性-上-』（北見大学論集 23号, 1990年）
- 『北海道卸売業の地域特性-下-道内卸売空間パターンを中心に』（北見大学論集 30号, 1993年）
- 『研究成果中間報告 日本企業の中国進出に関する実態調査 青島経済技術開発区の事例研究』（分担執筆, 北海学園北見大学開発政策研究所開発政策研究 2号, 2000年）